# Kat Sawyer
Kat Sawyer, auch als Kathi Sawyer, Kat Sawyer-Young und Kathi Sawyer-Young geführt, (* 14. März 1952 in den Vereinigten Staaten) ist eine US-amerikanische Film-, Fernseh- und Theaterschauspielerin, Autorin, Ölmalerin und Yoga-Lehrerin.

## Leben
Sawyer wuchs in Pasadena, Kalifornien auf. Sie studierte Schauspielkunst am Royal National Theatre in London und an der University of California, Los Angeles, die sie 1974 mit einem Bachelor of Arts absolvierte.
Ihr Film- und Fernsehdebüt gab sie 1972 mit einer kleinen Rolle in David Lowell Richs romantischer Komödie All My Darling Daughters. Sie spielte seitdem etliche weitere kleine Leinwand- und Fernsehfilmrollen, so etwa in den Komödien Pink Motel (1982) und Das Doppelleben der Kathy McCormick (1988), dem Science-Fiction-Horrorfilm Baby Blood 2 (1994) und dem Thrillerdrama Stalked By My Ex (2017). Zudem hatte sie zahlreiche Gastauftritte in Fernsehserien, zu denen Flamingo Road (1981), Simon & Simon (1984), Harrys Nest (1989/1990), Star Trek: Raumschiff Voyager (2000), O.C., California (2006) und Interrogation (2020) zählen. In der Seifenoper Dangerous Women verkörperte sie 1991 mit der Kath Morris auch eine wiederkehrende Rolle. Zudem trat sie in einigen Werbespots, wie etwa für Toyota, Honda, Pepsi und SAP auf.
Sawyer betätigt sich auch als Theaterschauspielerin, Autorin, Ölmalerin und seit 1993 als Yoga-Lehrerin. Für ihr Wirken erhielt sie etliche Auszeichnungen. Ihr Buch Voices from the Mat – Yoga Poems and Meditations gewann 2015 den Kindle Book Promos Book Contest in der Kategorie Poesie.

## Filmografie

### Filme
- 1972: All My Darling Daughters (Fernsehfilm)
- 1978: Lacy and the Mississippi Queen (Fernsehfilm)
- 1982: Pink Motel
- 1987: Das turboscharfe Spanner-Hotel (Talking Walls)
- 1988: Two Idiots in Hollywood
- 1988: Das Doppelleben der Kathy McCormick (The Secret Life of Kathy McCormick, Fernsehfilm)
- 1989 Rohr frei für Familie Hollowhead – Life on the Edge (Meet the Hollowheads)
- 1990: Moon 44
- 1994: Baby Blood 2 (The Unborn II)
- 2002: Special (Kurzfilm)
- 2008: Der Ja-Sager (Yes Man)
- 2010: Run for Her Life (Inhale)
- 2011: A Bird of the Air
- 2011: The Reunion
- 2012: Tiger Eyes
- 2012: Spells
- 2014: 50 to 1
- 2017: A Mother’s Crime (Fernsehfilm)
- 2017: Das ist erst der Anfang (Just Getting Started)
- 2017: Stalked By My Ex (Fernsehfilm)
- 2019: Dying for a Baby (Fernsehfilm)

### Fernsehserien
- 1974: Die Waltons (The Waltons, eine Folge)
- 1977: Dog and Cat (eine Folge)
- 1981: Flamingo Road (2 Folgen)
- 1981: Hart aber herzlich (Hart to Hart, Folge Rotkäppchen und der böse Colt)
- 1982: Herbie, the Love Bug (eine Folge)
- 1984: Mord ist ihr Hobby (Murder, She Wrote, eine Folge)
- 1984: Simon & Simon (2 Folgen)
- 1985: Too Close for Comfort (eine Folge)
- 1985: Unter Brüdern (Brothers, eine Folge)
- 1985: George Burns Comedy Week (eine Folge)
- 1986: Knight Rider (eine Folge)
- 1986: Agentin mit Herz (Scarecrow and Mrs. King, eine Folge)
- 1986: Disney-Land (Disneyland, eine Folge)
- 1987: Der Mann vom anderen Stern (Starman, eine Folge)
- 1988: Jake und McCabe – Durch dick und dünn (Jake and the Fatman, eine Folge)
- 1989, 1990: Harrys Nest (Empty Nest, 2 Folgen)
- 1990: Golden Girls (The Golden Girls, eine Folge)
- 1991: Dangerous Women (6 Folgen)
- 1992: Die Staatsanwältin und der Cop (Reasonable Doubts, eine Folge)
- 1992: 2000 Malibu Road (eine Folge)
- 1992: Renegade – Gnadenlose Jagd (Renegade, eine Folge)
- 1994: Hot Line (eine Folge)
- 1997: Schatten der Leidenschaft (The Young and the Restless)
- 2000: Star Trek: Raumschiff Voyager (Star Trek: Voyager, Folge 6x12: Es geschah in einem Augenblick)
- 2000: Passions
- 2000: The West Wing – Im Zentrum der Macht (The West Wing, eine Folge)
- 2000: Für alle Fälle Amy (Judging Amy, eine Folge)
- 2001: JAG – Im Auftrag der Ehre (JAG, eine Folge)
- 2001: Practice – Die Anwälte (The Practice, eine Folge)
- 2001: Boston Public (eine Folge)
- 2001: Three Sisters (eine Folge)
- 2001: Reba (eine Folge)
- 2002: Friends (eine Folge)
- 2002: Drew Carey Show (The Drew Carey Show, eine Folge)
- 2002: The District – Einsatz in Washington (The District, eine Folge)
- 2003: Polizeibericht Los Angeles (L.A. Dragnet, eine Folge)
- 2003: Gilmore Girls (eine Folge)
- 2004: The Tracy Morgan Show (eine Folge)
- 2004: Century City (eine Folge)
- 2005: Boston Legal (eine Folge)
- 2005: Cold Case – Kein Opfer ist je vergessen (Cold Case, eine Folge)
- 2005: Ghost Whisperer – Stimmen aus dem Jenseits (Ghost Whisperer, eine Folge)
- 2006: Dr. House (House, eine Folge)
- 2006: O.C., California (The O.C., 2 Folgen)
- 2007: Girlfriends (eine Folge)
- 2007: Side Order of Life (eine Folge)
- 2007: Ugly Betty (eine Folge)
- 2009: Breaking Bad (eine Folge)
- 2009: In Plain Sight – In der Schusslinie (In Plain Sight, eine Folge)
- 2011: Cyphers (eine Folge)
- 2017: Midnight, Texas (eine Folge)
- 2020: Interrogation (2 Folgen)

### Videospiel
- 1993: Voyeur …als Jessica Hawke